# Xatrac de Forster
El xatrac de Forster (Sterna forsteri) és una espècie d'ocell de la família dels làrids (Laridae) que cria en pantans del sud del Canadà i Estats Units, migrant en hivern cap al sud dels Estats Units, Mèxic, Amèrica Central i el Carib.